# Doloclanes spinosa
Doloclanes spinosa är en nattsländeart som beskrevs av Ross 1956. Doloclanes spinosa ingår i släktet Doloclanes och familjen stengömmenattsländor. Inga underarter finns listade i Catalogue of Life.